# Nomada sanctaecrucis
Nomada sanctaecrucis är en biart som beskrevs av Cockerell 1903. Nomada sanctaecrucis ingår i släktet gökbin, och familjen långtungebin. Inga underarter finns listade i Catalogue of Life.